# 피피 돕슨
피피 돕슨(Fefe Dobson, 1985년 2월 28일 ~ )은 캐나다의 싱어송라이터이자 배우이다.